# さわやかシェイプアップ
『さわやかシェイプアップ』は、NHKで1985年から1995年まで放送されたミニ番組である。NHK総合の平日朝の時間帯では『おはようジャーナル』の1コーナーとして放送された。

## 概要
番組では5人のレオタード姿のインストラクターたちが「シェイプアップ体操」と称した体操を行う。放送期間中にインストラクターとして10年間に26名の女性が出演した。番組中で説明などを行うのは講師の女性のみで、インストラクターは一切話をしない演出で放送された。
終了後の体操の説明をするインストラクターは左から2番目の女性。

## 出演者
講師
- 小野清子
- 望月紀美子
- 監物栄子
- 馬渡照代

インストラクター
- 安部直子
- 荒木美恵子
- 行森文美
- 市橋佳奈
- 一松和美
- 伊部紀子
- 大友美夏
- 岡崎和子
- 小倉豊美子
- 勝野栄利子
- 加藤八重子
- 金子幸江
- 小林香織
- 下山育子
- 鈴木智美
- 関根えりか
- 外村ゆう子
- 田嶋しのぶ
- 中村友紀
- 菱沼真奈美
- 毎熊真ゆみ
- 村田真紀子
- 松長さとみ
- 八木久美子
- 山中陽子
- 渡辺直子